# Mamelucy

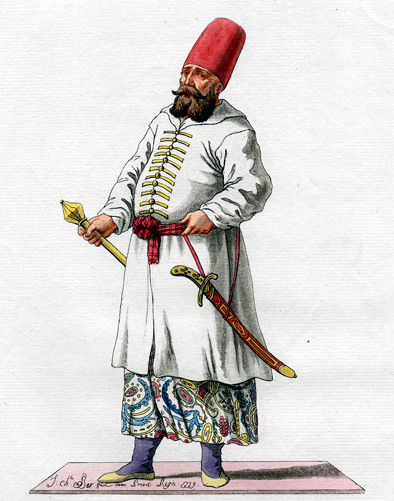
Mameluk, rysunek z 1779

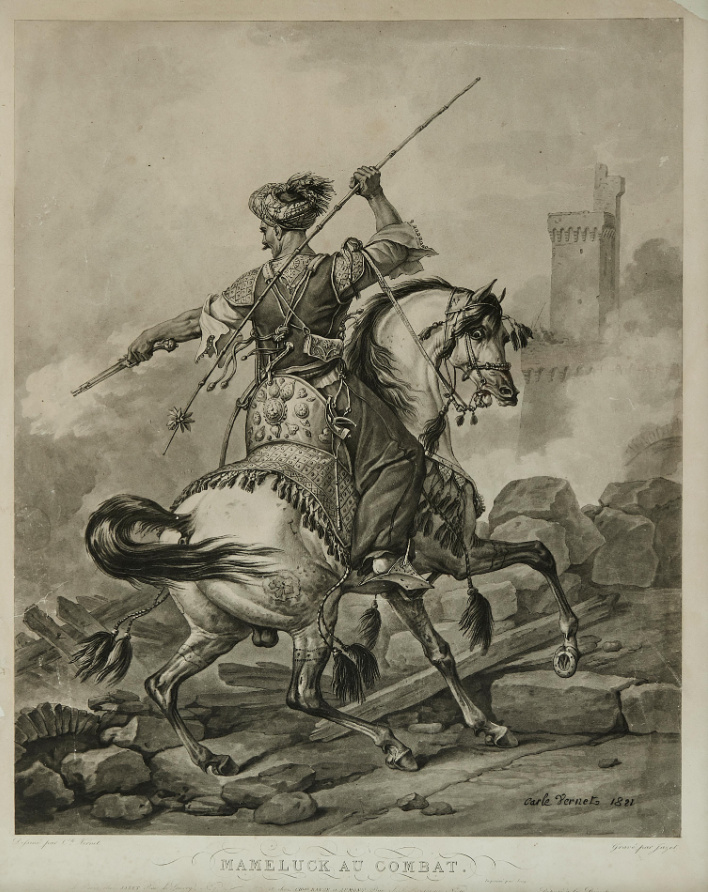
Mamelucki jeździec, rysunek z 1810 roku

Mamelucy (z arab. ‏mamlūk‎ – niewolnik) – niewolnicy państwowi, niewyznający pierwotnie islamu (na ogół pogańscy, niekiedy chrześcijańscy) i pochodzący spoza państw islamskich. Kupowani byli przez muzułmańskich władców i sprowadzani do ich władztw, siłą nakłaniani do przyjęcia islamu i szkoleni w walce, w celu uformowania z nich doborowych oddziałów wojskowych. Niekiedy, zwłaszcza na początku istnienia instytucji w kalifacie Abbasydów, ale i w egipskim sułtanacie mameluków, mamelukami zostawali również jeńcy wojenni.
Instytucja mameluków powstała w IX wieku w kalifacie Abbasydów, lecz kojarzona jest głównie z mamelukami rządzącej w Egipcie dynastii Ajjubidów, którzy obalili rodzinę panującą i założyli sułtanat mameluków (1250). Sułtanat ten istniał aż do podboju Egiptu przez Selima Okrutnego z dynastii Osmanów w 1517 roku. Mimo upadku ich państwa w Egipcie instytucja mameluków przetrwała aż do ich eksterminacji przez Muhammada Alego w roku 1811. Mamelucy doszli również do wielkiego znaczenia w muzułmańskich Indiach, gdzie tuż po podboju muzułmańskim zainicjowali w Sułtanacie Delhijskim rządy tzw. „dynastii niewolniczej” (1206–1290).
Mamelucy Abbasydów na ogół wywodzili się z Azji Środkowej i byli przeważnie pochodzenia tureckiego. Tureckiego bądź turkmeńskiego pochodzenia byli również mamelucy w sułtanacie delhijskim. Mamelucy egipscy pochodzili natomiast pierwotnie głównie z terenów na północ od Morza Czarnego i wywodzili się przeważnie z tureckiego plemienia Kipczaków, czyli Połowców, później jednak głównym terenem rekrutacji mameluków stał się Kaukaz, a najczęściej spotykanymi wśród mameluków narodowościami stali się Czerkiesi i Gruzini.
Stanowili oni własność państwa, stąd ich nazwa: mamelucy = niewolnicy państwowi. Armia mamelucka była bardzo dobrze wyszkolona i zdyscyplinowana, przez wielu znawców uważana jest za jedną z najlepszych formacji zbrojnych w historii. Szczególną sławę zdobyła ciężka jazda mameluków egipskich. Mamelucy odnosili wiele zwycięstw nad krzyżowcami i nawet nad postrachem ówczesnego świata, Mongołami. Do czasu stawiali też opór Osmanom. Dopiero zastosowanie nowoczesnej artylerii pozwoliło Imperium Osmańskiemu na złamanie siły militarnej egipskich mameluków. Stan liczebny żołnierzy mameluckich w Egipcie ocenia się na maksymalnie 24 tysięcy ludzi (początek XIV wieku), przy czym roczny import mężczyzn-niewolników w wieku 10-20 lat szacuje się na 2 tysiące. W połowie wieku XV ogólna liczba mameluków w Egipcie spadła do 4 tys.

## Dynastia niewolnicza w Delhi (1206–1290)
Mamelucy utworzyli w roku 1206 pierwszy sułtanat w Delhi rozpoczynając epokę państw muzułmańskich w Indiach. Pierwszym sułtanem ogłosił się Qutb al-Din Aibak, który był wcześniej niewolnikiem Muhammada Ghoriego, afgańskiego władcy i zdobywcy północnych Indii. W uznaniu talentów i zasług Aibaka Muhammad uczynił go wicekrólem na nowo zdobytych obszarach indyjskich. Po śmierci swego protektora Aibak uniezależnił się od władców Afganistanu i utworzył nowe państwo ze stolicą w Delhi. Rządy dynastii niewolniczej nie były stabilne, a ciągłe uzurpacje osłabiały władzę centralną. Mimo tego państwo zdołało przetrwać i władza muzułmanów w północnych Indiach została ugruntowana. Wśród mameluków rządzących w tym czasie w Delhi znajduje się jedyna kobieta-muzułmanka jaka objęła realne rządy w Indiach. Była to Razzija, córka sułtana Iltumysza, która rządziła w latach 1236–1240. System rządów mameluckich w Delhi nie okazał się jednak tak trwały, jak w Egipcie i w końcu rywalizację o władzę wygrali afgańscy możni, którzy utworzyli w sułtanacie delhijskim kilka własnych dynastii.

### Władcy delhijscy z dynastii niewolniczej
- Kutb ud-Din Ajbak (1206–1210)
- Aram Szach (1210–1211)
- Shams ud-din Iltutmysz (1211–1236)
- Rukn ud-din Firuz (1236)
- Razijja ud-din Sultana (1236–1240)
- Muizz ud-din Bahram (1240–1242)
- Ala ud-din Masud (1242–1246)
- Nasir-ud-din Mahmud (1246–1266)
- Ghijas ud-din Balban (1266–1287)
- Muiz-ud-din Kaikubad (1287–1290)

## Egipt mameluków (1250–1517)
Mamelucy zdobyli władzę w Egipcie w 1250 roku, po obaleniu kurdyjskiej dynastii Ajjubidów. 2 maja 1250 mameluk Bajbars podburzył innych żołnierzy, którzy zdobyli pałac sułtana Turanszaha i go zabili, a na tronie osadzono dziecko – Kamila, w którego imieniu władzę sprawowali sułtanka Szadżar ad-Durr i mameluk Turkmen Ajbak, który został jej mężem. W 1257 sułtanka otruła swego męża, za co została uwięziona, a w 1259 mameluk Kutuz zażądał złożenia sobie przysięgi na wierność, co też dwór uczynił.
W wyniku walk wewnętrznych wyłoniły się dwie mameluckie dynastie władców: początkowo przewagę miała „dynastia” pochodzących ze stepów czarnomorskich, kipczackich Turków Bahrytów 1250–1381, później władzę objęła „dynastia” kaukaskich Czerkiesów Burdżytów 1381–1517).
Państwo mameluków zostało podbite w 1517 roku przez Turków osmańskich, jednak mamelucy zachowali swoje ziemie i przywileje. W XVIII wieku w czasie osłabienia imperium osmańskiego ponownie zdobyli władzę w Egipcie, ale na krótko. W 1798 roku zostali pokonani przez Napoleona I. W 1808 odebrano im ziemię i całkowicie utracili władzę, a następnie w 1811 zostali wyniszczeni przez paszę Muhamada Alego.

### Władcy z dynastii mameluków

#### Bahryci
- Al-Mu’izz Ajbak 1250–1257
- Al-Mansur Ali 1257–1259
- Al-Muzaffar Kutuz 1259–1260
- Az-Zahir Bajbars 1260–1277
- As-Sa’id Baraka Chan 1277–1279
- Al-Adil Salamisz 1279
- Al-Mansur Kalawun 1279–1290
- Al-Aszraf Chalil 1290–1293
- An-Nasir Muhammad 1293–1294 (po raz pierwszy)
- Al-Adil Kitbuga 1294–1296
- Al-Mansur Ladżin 1296–1299
- An-Nasir Muhammad 1299–1309 (po raz drugi)
- Al-Muzaffar Bajbars 1309–1310
- An-Nasir Muhammad 1310–1341 (po raz trzeci)
- Al-Mansur Abu Bakr 1341
- Al-Aszraf Kudżuk 1341–1342
- An-Nasir Ahmad 1342
- As-Salih Isma’il 1342–1345
- Al-Kamil Szaban 1345–1346
- Al-Muzaffar Hadżdżi 1346–1347
- An-Nasir Hasan 1347–1351 (po raz pierwszy)
- As-Salih Salih 1351–1354
- An-Nasir Hasan 1354–1361 (po raz drugi)
- Al-Mansur Muhammad 1361–1363
- Al-Aszraf Szaban 1363–1377
- Al-Mansur Ali 1377–1381
- As-Salih al-Mansur Hadżdżi 1381–1382 (po raz pierwszy)

#### Burdżyci
- Az-Zahir Barkuk 1382–1389 (po raz pierwszy)
- As-Salih al-Mansur Hadżdżi 1389–1390 (po raz drugi) (Bahryta)
- Az-Zahir Barkuk 1390–1399 (po raz drugi)
- An-Nasir Faradż 1399–1405 (po raz pierwszy)
- Al-Mansur Abd-al-Aziz 1405
- An-Nasir Faradż 1405–1412 (po raz drugi)
- Al-Musta’in 1412 (abbasydzki kalif w Kairze, ogłoszony sułtanem)
- Al-Mu’ajjad Szajch 1412–1421
- Al-Muzaffar Ahmad 1421
- Az-Zahir Tatar 1421
- As-Salih Muhammad 1421–1422
- Al-Aszraf Barsbaj 1422–1437
- Al-Aziz Jusuf 1437–1438
- Az-Zahir Czakmak 1438–1453
- Al-Mansur Usman 1453
- Al-Aszraf Inal 1453–1461
- Al-Mu’ajjad Ahmad 1461
- Az-Zahir Chuszkadan 1461–1467
- Az-Zahir Jalbaj 1467
- Az-Zahir Timurbugha 1467–1468
- Al-Aszraf Kajtbaj 1468–1496
- An-Nasir Muhammad II 1496–1498
- Az-Zahir Kansuh 1498–1500
- Al-Aszraf Dżanpulat 1500–1501
- Al-Adil Tumanbaj 1501
- Al-Aszraf Kansuh al-Ghauri 1501–1516
- Al-Aszraf Tumanbaj 1516